# کارل ساور
کارل اتو ساور (به آلمانی: Karl-Otto Saur) (زادهٔ ۱۶ فوریه ۱۹۰۲ - درگذشته ۲۸ ژوئیه ۱۹۶۶) یک مقام عالی‌رتبه در وزارت تسلیحات و تولید جنگ رایش بود و در وصیت نامه آدولف هیتلر به عنوان وزیر مهمات رایش معرفی شد.